# Chibanià
| Subdivisions del període Quaternari | Subdivisions del període Quaternari | Subdivisions del període Quaternari | Subdivisions del període Quaternari |
| Sistema                             | Sèrie                               | Estatge                             | Edat (Ma)                           |
| ----------------------------------- | ----------------------------------- | ----------------------------------- | ----------------------------------- |
| Quaternari                          | Holocè                              | Megalaià                            | 0,0042                              |
| Quaternari                          | Holocè                              | Norgripià                           | 0,0082                              |
| Quaternari                          | Holocè                              | Grenlandià                          | 0,0117                              |
| Quaternari                          | Plistocè                            | Superior                            | 0,129                               |
| Quaternari                          | Plistocè                            | Chibanià                            | 0,774                               |
| Quaternari                          | Plistocè                            | Calabrià                            | 1,80                                |
| Quaternari                          | Plistocè                            | Gelasià                             | 2,58                                |
| Neogen                              | Pliocè                              | Plasencià                           | més antic                           |

El Chibanià és el tercer estatge faunístic de l'època del Plistocè. Comprèn el període entre fa 0,774 milions d'anys i fa 0,129 milions d'anys. El seu nom fou ratificat el gener del 2020. En paleoantropologia, abasta la transició del Paleolític inferior al Paleolític mitjà al llarg de 300.000 anys.
Segueix el Calabrià i precedeix el Plistocè superior, encara sense nom oficial. La inversió de Brunhes-Matuyama, la inversió més recent del camp magnètic de la Terra, marca el començament del Chibanià. L'inici del període interglacial Eemià (estatge isotòpic marí 5) en marca el final.
El terme «Plistocè mitjà» havia estat utilitzat com a denominació provisional o «quasiformal» per la Unió Internacional de Ciències Geològiques (IUGS). Així com els tres primers estatges del Plistocè (Gelasià, Calabrià i Chibanià) ja han estat definits oficialment, el Plistocè superior encara no ho ha estat. És una discussió que entronca amb el debat sobre la possible acceptació de l'Antropocè com a subdivisió del Quaternari.